# Włochy na Zimowych Igrzyskach Olimpijskich 1932
Włochy na Zimowych Igrzyskach Olimpijskich 1932 reprezentowało 12 zawodników (sami mężczyźni). Był to trzeci start reprezentacji Włoch na zimowych igrzyskach olimpijskich.

## SKład kadry

### Biegi narciarskie
Mężczyźni
| Konkurencja   | Zawodnik            | czas               | Pozycja            |
| ------------- | ------------------- | ------------------ | ------------------ |
| Bieg na 18 km | Andrea Vuerich      | 1:38:42,0          | 25.                |
| Bieg na 18 km | Gino Soldà          | 1:39:43,0          | 26.                |
| Bieg na 18 km | Severino Menardi    | 1:43:04,0          | 34.                |
| Bieg na 50 km | Erminio Sertorelli  | 4:59:00,0          | 12.                |
| Bieg na 50 km | Giovanni Delago     | Nie ukończył biegu | Nie ukończył biegu |
| Bieg na 50 km | Francesco De Zulian | Nie ukończył biegu | Nie ukończył biegu |

### Bobsleje
Mężczyźni
| Osada | Zawodnik                                                               | Konkurencja | Ślizg 1 | Ślizg 2 | Ślizg 3 | Ślizg 4 | Łącznie | Pozycja |
| ----- | ---------------------------------------------------------------------- | ----------- | ------- | ------- | ------- | ------- | ------- | ------- |
| ITA-1 | Rossi di Montelera Italo Casini                                        | Dwójki      | 2:15,45 | 2:08,10 | 2:06,58 | 2:06,20 | 8:36,33 | 6.      |
| ITA-2 | Agostino Lanfranchi Gaetano Lanfranchi                                 | Dwójki      | 2:20,08 | 2:13,47 | 2:08,00 | 2:09,11 | 8:50,66 | 8.      |
| ITA-1 | Rossi di Montelera Italo Casini Agostino Lanfranchi Gaetano Lanfranchi | Czwórki     | 2:07,87 | 2:06,62 | 2:07,94 | 2:01,78 | 8:24,21 | 5.      |

### Kombinacja norweska
Mężczyźni
| Zawodnik          | Konkurencja   | Bieg narciarski | Bieg narciarski | Bieg narciarski | Skoki narciarskie | Skoki narciarskie | Skoki narciarskie | Skoki narciarskie | Łącznie | Pozycja |
| Zawodnik          | Konkurencja   | Czas biegu      | Pozycja         | Punkty          | Skok 1            | Skok 2            | Punkty            | Pozycja           | Łącznie | Pozycja |
| ----------------- | ------------- | --------------- | --------------- | --------------- | ----------------- | ----------------- | ----------------- | ----------------- | ------- | ------- |
| Ernesto Zardini   | Indywidualnie | 1:43:22,0       | 20.             | 163,50          | 51,0              | 51,5              | 198,7             | 13.               | 362,20  | 12.     |
| Ingenuino Dallago | Indywidualnie | 1:46:29,0       | 23.             | 150,00          | 47,5              | 52,0              | 196,0             | 16.               | 346,00  | 17.     |
| Severino Menardi  | Indywidualnie | 1:43:04,0       | 19.             | 165,00          | 36,0              | 45,5              | 167,7             | 26.               | 332,70  | 21.     |

### Skoki narciarskie
Mężczyźni
| Skoczek           | Skok 1    | Skok 1 | Skok 2    | Skok 2 | Nota  | Pozycja |
| Skoczek           | odległość | Nota   | odległość | Nota   | Nota  | Pozycja |
| ----------------- | --------- | ------ | --------- | ------ | ----- | ------- |
| Ernesto Zardini   | 53,0      | 92,5   | 65,0      | 104,2  | 196,7 | 14.     |
| Ingenuino Dallago | 58,5      | 101,4  | 53,0      | 93,5   | 194,9 | 16.     |
| Severino Menardi  | 36,5      | 70,2   | 56,5      | 91,4   | 161,6 | 27.     |